# 平野川善右エ門
平野川 善右エ門（ひらのがわ ぜんえもん、1863年（文久3年） - 1912年（明治45年）4月19日）は讃岐国大内郡引田村（現・香川県東かがわ市引田）出身の大相撲力士。本名は今出善藏。大阪相撲で活躍し最高位は大関。

## 略歴
10代小野川に入門。1886年（明治19年）11月平野川 鹿藏（1894年（明治27年）4月まで番付では平の川または平ノ川と表記された）で四段目に初見。1890年（明治23年）8月には早くも入幕した。
167cm、103kg。突っ張りを得意とし、闘志に満ちた取り口は調子に乗ると実力以上の活躍を見せた。また立合いの汚い力士が多かった大阪相撲において立合いがきれいなことで知られた。1893年（明治26年）10月には8戦全勝を記録。1894年（明治27年）4月関脇。1895年（明治28年）10月6勝1分の好成績で1896年（明治29年）9月大関となった。
1899年（明治32年）6月荒鹿 勝右エ門と改名し同時に頭取（年寄）兼務となる。1900年（明治33年）6月平野川 善右エ門と改め1903年（明治36年）1月限りで引退、一代頭取専務となる。1912年（明治45年）4月19日数え50歳で死去。